# Maki (obraz Stanisława Masłowskiego)
Maki – obraz – akwarela, o wymiarach 67 × 99,5 cm, polskiego malarza Stanisława Masłowskiego (1853–1926) z 1911 roku, znajdująca się (1984) w zbiorach Muzeum Narodowego w Warszawie, nr inw. Rys. Pol. 5772.

## Opis
Obraz malowany techniką akwarelową, o wymiarach 67 × 99,5 cm. Jest to pejzaż sygnowany: „ST.MASŁOWSKI*911*WOLA RAFAŁOWSKA” przedstawiający krajobraz, w którego dolnej części ukazane jest poletko wypełnione charakterystycznymi sylwetkami roślin (łodyżki, kwiatostany) o różnorodnym zabarwieniu, z przewagą jasnokremowego. Powyżej zaakcentowano rytmicznie powtarzające się niewielkie poletka zabarwione jasnoniebiesko. Głębiej rozpościerają się wielobarwne pasy pól lub ogrodów (głównie słomkowe i zielone o różnorodnym odcieniu). W tle obrazu usytuowano szereg krytych strzechą chałup wiejskich wśród zróżnicowanej wielkości zadrzewienia. Szczytowa partia obrazu – to pas bezchmurnego nieba o jasnoniebieskim zabarwieniu.

## Dane uzupełniające
Omawiany obraz był reprodukowany w publikacji:
Agnieszka Morawińska: Malarstwo polskie od gotyku do współczesności, Warszawa 1984, wyd. „Auriga”, Oficyna Wydawnicza Wydawnictwa Artystyczne i Filmowe, s. 64, ilustr. nr 84.
Syn artysty w swym opracowaniu o ojcu, pt. „Stanisław Masłowski – Materiały do życiorysu i twórczości” zaliczył omawiany obraz namalowany w 1911 roku do „najlepszych osiągnięć pejzażowych artysty” pochodzących właśnie z 1911 roku z Woli Rafałowskiej. Obraz ten znalazł się wśród dwunastu obrazów pochodzących z plenerów w tej miejscowości, wymienionych w „Sprawozdaniu Komitetu T.Z.S.P. za rok 1911” w Warszawie, do których należały: „Krowy”, „Białe maki”, „Gryka”, „Chojar”, „Młyny”, „Maki”, „Sosny”, „Maki pąsowe”, „Makówki”, „Malwy”, „Jesień”, „Zagroda”.

## Literatura
- Stanisław Masłowski: Materiały do życiorysu i twórczości, oprac. Maciej Masłowski”, Wrocław, 1957, wyd. „Ossolineum”
- Agnieszka Morawińska: Malarstwo polskie od gotyku do współczesności, Warszawa 1984, wyd. „Auriga”, Oficyna Wydawnicza Wydawnictwa Artystyczne i Filmowe